# Elecciones al Parlamento de las Islas Baleares de 2023
Las elecciones al Parlamento de las Islas Baleares de 2023 se celebraron el domingo 28 de mayo de ese año, durante las elecciones autonómicas de dicho año, de acuerdo con el decreto 2/2023, de convocatoria de elecciones autonómicas, que se publicó el 3 de abril de 2023 en el Boletín Oficial de las Islas Baleares. Se eligieron los 59 diputados de la XI Legislatura de las Islas Baleares mediante un sistema proporcional (método D'Hondt).

## Candidaturas

### Candidaturas con representación en el Parlamento
A continuación se muestra una lista de los partidos y alianzas electorales que obtuvieron representación en las últimas elecciones al Parlamento de las Islas Baleares. Las candidaturas aparecen enumeradas en orden descendente de escaños obtenidos en las anteriores elecciones. Así mismo, los partidos y alianzas que conforman el gobierno en el momento de las elecciones están sombreados en verde claro.
Partidos y alianzas electorales que obtuvieron representación en las elecciones al Parlamento de las Islas Baleares de 2019:
| Candidatura | Candidatura                                                | Integrantes   | Candidato         | Escaños |
| ----------- | ---------------------------------------------------------- | ------------- | ----------------- | ------- |
|             | Partido Socialista de las Islas Baleares                   | PSIB-PSOE     | Francina Armengol | 19      |
|             | Partido Popular de las Islas Baleares                      | PPIB          | Marga Prohens     | 16      |
|             | Unidas Podemos                                             | Podemos EUIB  | Antònia Jover     | 6       |
|             | Ciudadanos                                                 | CS            | Patricia Guasp    | 5       |
|             | Més per Mallorca                                           | Més           | Lluís Apesteguia  | 4       |
|             | Vox                                                        | Vox           | Jorge Campos      | 3       |
|             | El Pi-Proposta per les Illes Balears                       | El Pi         | Josep Melià       | 3       |
|             | Més per Menorca                                            | MxMe          | Josep Castells    | 2       |
|             | Gent per Formentera+Partit Socialista de les Illes Balears | GxF PSIB-PSOE | Silvia Tur        | 1       |

### Candidaturas proclamadas
En la siguiente tabla se muestran por orden alfabético todas las candidaturas proclamadas y sus cabezas de lista en cada una de las circunscripciones.
| Candidatura | Candidatura                                                | Formentera           | Ibiza                 | Mallorca               | Menorca                    |
| ----------- | ---------------------------------------------------------- | -------------------- | --------------------- | ---------------------- | -------------------------- |
|             | Ara Eivissa                                                | -                    | Josep Antoni Prats    | -                      | -                          |
|             | Ciudadanos-Partido de la Ciudadanía                        | -                    | José Luis Rodríguez   | Patricia Guasp         | Manuel Bonmatí             |
|             | Coalició Per Balears                                       | -                    | -                     | Juan Pons              | -                          |
|             | El Pi-Proposta per les Illes Balears                       | -                    | -                     | Josep Melià            | -                          |
|             | Gent per Formentera+Partit Socialista de les Illes Balears | Silvia Margarita Tur | -                     | -                      | -                          |
|             | Epic-El Pi                                                 | -                    | Antonio Villalonga    | -                      | -                          |
|             | Més per Mallorca                                           | -                    | -                     | Lluís Enric Apesteguia | -                          |
|             | Més per Menorca                                            | -                    | -                     | -                      | Josep Castells             |
|             | Nuevo Orden Nacional-Nou Ordre Nacional                    | -                    | -                     | Antonio Capó           | -                          |
|             | Partido Popular de las Islas Baleares                      | -                    | Antonio Costa         | Marga Prohens          | Jordi López                |
|             | Partit Socialista de les Illes Balears                     | -                    | Pilar Costa           | Francina Armengol      | Marc Pons                  |
|             | Per Balears                                                | -                    | Alberto Vicente       | -                      | -                          |
|             | Progreso en Verde Pacma                                    | Ana Olga Coego       | María Mercedes Besga  | Neus Broto             | -                          |
|             | Proyecto Liberal Español                                   | -                    | -                     | Francisco Fernández    | Eduardo Alejandro Carbajal |
|             | Reset-Reinicio Político                                    | -                    | -                     | José María Bujosa      | -                          |
|             | Sa Unió de Formentera                                      | Lorenzo Córdoba      | -                     | -                      | -                          |
|             | Unidas Podemos                                             | -                    | Gloria Pilar Santiago | Antònia Jover          | Cristina Gómez             |
|             | Vox                                                        | Vicente Juan Boned   | Patricia de las Heras | Jorge Campos           | Francisco José Cardona     |

## Encuestas
| Eldiario.es                                            | 20 de abril de 2023 | 28.6 19/20 | 23.6 17/18 | 8.7 5/6 | 3.9 0 | 11.9 5/6 | 12.4 6/7 | 5.7 1/2 | 0.5 0/1 | 1.9 1/2 | 5.0  |  |  |
| LaRazon                                                | 20 de marzo de 2023 | 22.4 15    | 33.3 24    | 8.8 4   | -     | 10.2 6   | 10.7 6   | 7.2 3   | 0.4 1   | -       | 10.9 |  |  |
|                                                        |                     |            |            |         |       |          |          |         |         |         |      |  |  |
| Elecciones al Parlamento de las Islas Baleares de 2019 | 26 de mayo de 2019  | 27.2 19    | 22.2 16    | 9.7 6   | 9.8 5 | 9.2 4    | 8.1 3    | 7.3 3   | 0.4 1   | 1,4 2   | 5.0  |  |  |

## Resultados
Los resultados de las elecciones fueron los siguientes:
|  | 35,79 % |

|  | 26,53 % |

|  | 13,90 % |

|  | 8,35 % |

|  | 4,43 % |

|  | 3,79 % |

|  | 1,44 % |

|  | 1,35 % |

|  | 0,96 % |

|  | 0,39 % |

|  | 0,37 % |

|  | 0,31 % |

|  | 0,17 % |

|  | 0,16 % |

|  | 0,13 % |

|  | 0,11 % |

|  | 0,09 % |

|  | 0,07 % |

|  | 98,72 % |

|  | 1,27 % |

|  | 1,59 % |

|  | 57,21 % |

|  | 42,78 % |

### Por circunscripción (isla)
En la siguiente tabla se muestran los diputados electos y el porcentaje de votos obtenido por cada una de las circunscripciones.
| Circunscripción | PPIB       | PSIB      | Vox      | Més      | MxMe     | UP      | SUF | PSIB+GpF | Total |          |   |
| --------------- | ---------- | --------- | -------- | -------- | -------- | ------- | --- | -------- | ----- | -------- | - |
| Circunscripción | Formentera |           |          | 0 3,33%  |          |         |     | 1 46,60% | Total | 0 44,66% | 1 |
| Ibiza           | 7 48,86%   | 4 25,63%  | 1 9,21%  |          |          | 0 6,36% |     |          | 12    |          |   |
| Mallorca        | 13 34,29%  | 10 26,85% | 6 15,32% | 4 10,36% |          | 0 3,95% |     |          | 33    |          |   |
| Menorca         | 5 38,69%   | 4 26,77%  | 1 7,18%  |          | 2 16,62% | 1 6,73% |     |          | 13    |          |   |

## Investidura de la presidenta
La votación para la investidura de la Presidenta de las Islas Baleares en el Parlamento tuvo el siguiente resultado:
| Candidato                                    | Fecha | Voto | PPIB               | PSIB                                                   | Vox | Més | MxMe | UP | SUF | Total |  |  |   |       |
| -------------------------------------------- | ----- | ---- | ------------------ | ------------------------------------------------------ | --- | --- | ---- | -- | --- | ----- |  |  | - | ----- |
| Candidato                                    | Fecha | Voto | Marga Prohens (PP) | 4 de julio de 2023 Mayoría requerida: Absoluta (30/59) | Sí  | 25  |      |    |     | Total |  |  | 1 | 26/59 |
| No                                           |       | 18   | Marga Prohens (PP) | 4 de julio de 2023 Mayoría requerida: Absoluta (30/59) |     | 4   | 2    | 1  |     | 25/59 |  |  |   |       |
| Abs.                                         |       |      | Marga Prohens (PP) | 4 de julio de 2023 Mayoría requerida: Absoluta (30/59) | 8   |     |      |    |     | 8/59  |  |  |   |       |
| 6 de julio de 2023 Mayoría requerida: Simple | Sí    | 25   | Marga Prohens (PP) |                                                        |     |     |      |    | 1   | 26/59 |  |  |   |       |
| 6 de julio de 2023 Mayoría requerida: Simple | No    |      | Marga Prohens (PP) | 18                                                     |     | 4   | 2    | 1  |     | 25/59 |  |  |   |       |
| 6 de julio de 2023 Mayoría requerida: Simple | Abs.  |      | Marga Prohens (PP) |                                                        | 8   |     |      |    |     | 8/59  |  |  |   |       |